# Trung Darfur
Trung Darfur (tiếng Ả Rập: وسط دارفور, đã Latinh hoá: Wasaṭ Dārfūr) là một bang ở phía tây nam Sudan, thuộc vùng Darfur. Nó được thành lập vào tháng 1 năm 2012 và bao gồm những vùng đất trước đây do Tây Darfur và Nam Darfur quản lý. Thủ phủ là thành phố Zalingei.

## Hành chính

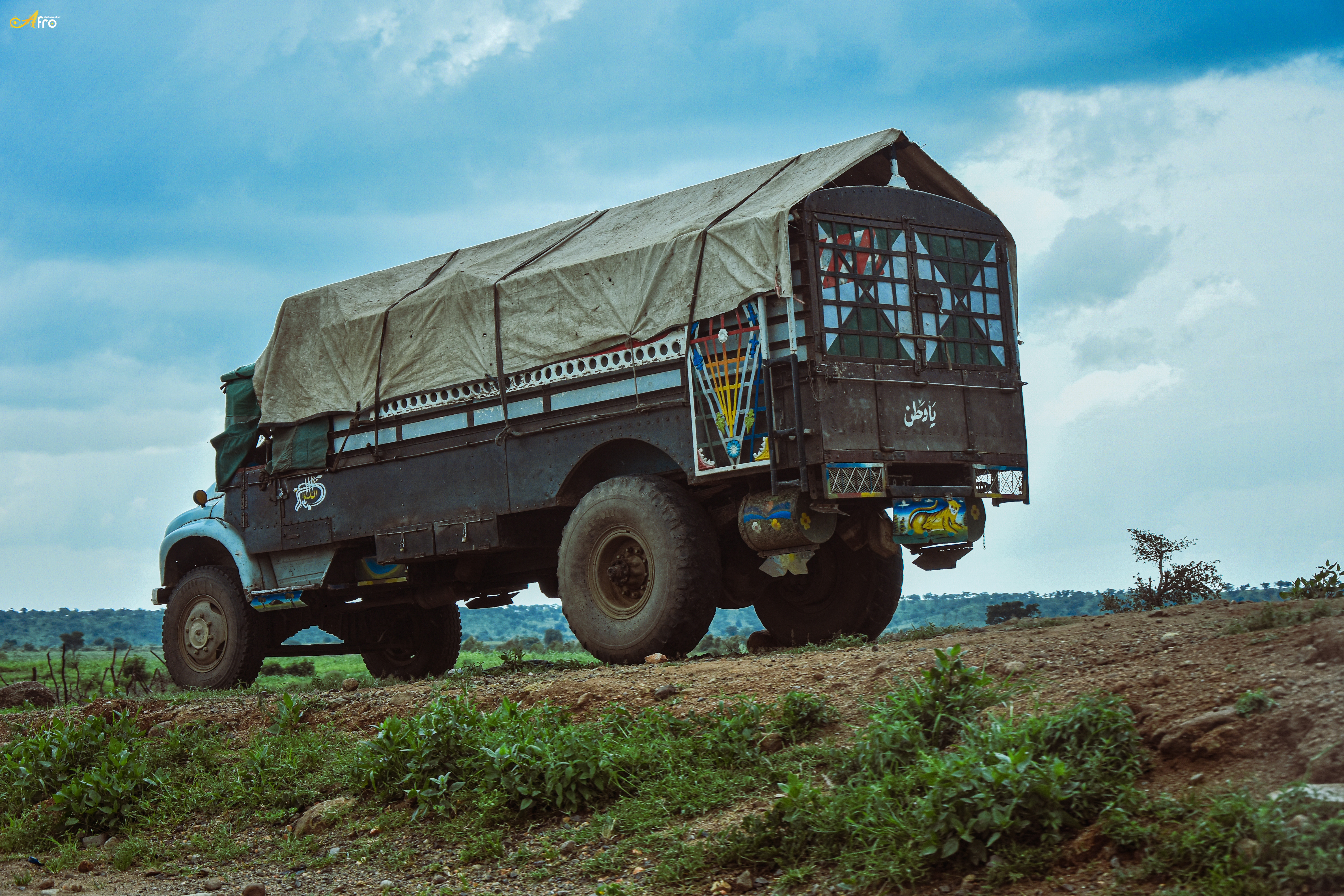
Một chiếc xe tải ở quận Nertiti

Về mặt hành chính, Trung Darfur được chia thành 8 quận:
- Zalingei
- Azum
- Wadi Salih
- Mukjar
- Umm Dukhun
- Nertiti
- Rokoro
- Bindisi